# آي أوبن
آي أوبن، تعتبر شركة هامة في صناعة الإلكترونيات، ويقع مقرها في تايوان وتهتم بصناعة الحواسيب وقطع الغيار لهذه الأجهزة بما فيها اللوحة الأم، وقارئ الأقراص الليزرية، وأجهزة الإدخال مثل لوحات المفاتيح. وتعتبر هيئة فرعية لشركة إيسر.